# 古銅輝石

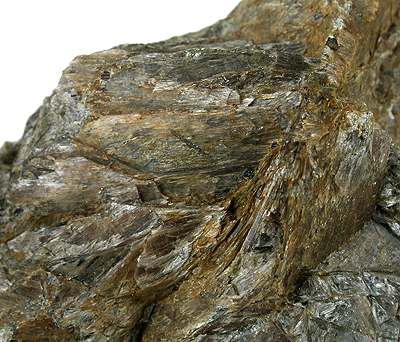
來自的古銅輝石, 標本地點：美國馬里蘭州巴爾的摩縣，Bare Hills 銅礦（尺寸：9.6 x 7.5 x 4.9 厘米)

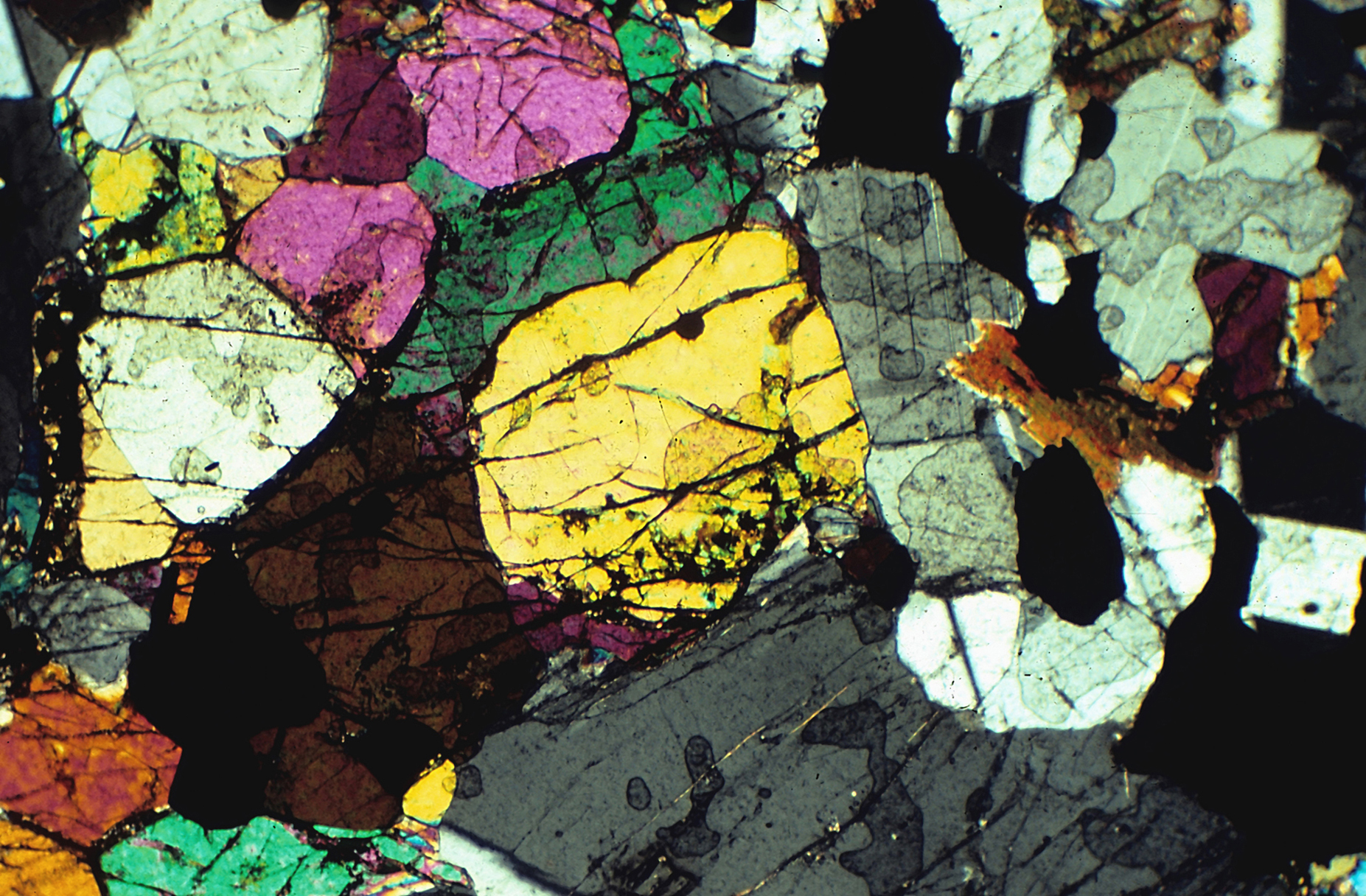
古銅輝石岩石的薄片，含橄欖石和輝石，主要是“古銅輝石”。偏光顯微照片

古銅輝石（英語：Bronzite）是輝石礦物組中的一員，與顽火辉石和紫苏辉石屬於該組的正交晶系礦物，實際上是含亞鐵的顽火辉石的變種，由於部分成分改變，使其解理面有類似青銅的亞金屬光澤。 
頑火輝石主要成分是矽酸鎂MgSiO
3，鎂部分被少量（最多約12%）的亞鐵取代。在古銅輝石(Mg,Fe)SiO
3中，鐵的含量約12%至30%，如果鐵含量更高，則形成紫苏辉石。含鐵品種容易被席氏化（schillerization），這種變化能導致在礦物的解理裂縫的鐵，分離成非常細的氧化物和氫氧化物膜，造成解理面上呈現出金屬光澤，這種現象在紫苏辉石中比在古銅輝石中更為明顯。古銅輝石的顏色為綠色或棕色；比重約為3.3–3.4，隨鐵的含量而變化，折射率和光學角度隨著鐵含量增加。頑火輝石端元具有正錐光干涉圖，而紫苏辉石和紫苏辉石均顯示負錐光干涉圖。

## 產狀
古銅輝石與紫苏辉石，紫長岩、輝長岩，橄欖岩一樣, 屬鎂鐵質到超鎂鐵質火成岩，古銅輝石也類似蛇紋岩。 它也分佈在一些結晶片岩中。 在蒙大拿州 Stillwater 火成岩複合體的火成堆積岩中也有古銅輝石。